# ملعب كامبوس دي سبورتس دي نيونا
ملعب كامبوس دي سبورتس دي نيونا (بالإنجليزية: Estadio Campos de Sports de Ñuñoa)‏ هو ملعب كرة قدم يقع في سانتياغو، تشيلي، يتسع لـ 20,000 متفرج. هو الملعب الرسمي لفريق منتخب تشيلي لكرة القدم.